# ناحیه کاساندا
ناحیه کاساندا (به لاتین: Kasanda District) یک منطقهٔ مسکونی در اوگاندا است که در استان مرکزی، اوگاندا واقع شده‌است.